# Stigmatopteris pellucidopunctata
Stigmatopteris pellucidopunctata är en träjonväxtart som först beskrevs av Carl Frederik Albert Christensen, och fick sitt nu gällande namn av Carl Frederik Albert Christensen. Stigmatopteris pellucidopunctata ingår i släktet Stigmatopteris och familjen Dryopteridaceae. Inga underarter finns listade.